# Zara (1930)
Zara – włoski krążownik ciężki z okresu II wojny światowej typu Zara. Okręt nazwano tak dla upamiętnienia adriatyckiego miasta Zadar (włoskie Zara).

## Historia
Budowa drugiego okrętu typu Zara rozpoczęła się 4 lipca 1929 w La Spezia. Okręt wodowano 27 kwietnia 1930, wszedł do służby 20 października 1931 jako okręt flagowy pierwszego dywizjonu krążowników, w skład którego wchodziły pozostałe jednostki tego typu. Okręt w tym czasie brał udział w licznych ćwiczeniach, manewrach morskich, pokazach i rewiach. W jednej z takich rewii, 5 maja 1938 roku, w trakcie wizyty Hitlera we Włoszech wraz z krążownikiem „Zara” wzięło udział 161 innych jednostek. Główną atrakcją pokazu było ostre strzelanie z dział artylerii głównej krążowników „Zara” i „Fiume” do sterowanego radiem okrętu celu – dawnego krążownika pancernego „San Marco”.
Pierwszą akcją bojową krążownika był udział w hiszpańskiej wojnie domowej, gdzie wspierał działania nacjonalistów w ramach Włoskiego Korpusu Ekspedycyjnego. Po wybuchu II wojny światowej "Zara" działał w rejonie Morza Śródziemnego, gdzie głównym przeciwnikiem Regia Marina była Royal Navy. 7 lipca 1940 „Zara” wziął udział w bitwie koło przylądka Stilo. Podczas brytyjskiego ataku na Tarent „Zara” uniknął uszkodzenia. 28 marca 1941 podczas bitwy koło przylądka Matapan „Zara” i dwa bliźniacze okręty „Pola” i „Fiume” zostały w ciemnościach zaskoczone przez 3 brytyjskie pancerniki, które wykorzystały przewagę, jaką dawał im radar, i zaatakowały włoskie krążowniki z bliska przy pomocy ostrzału artyleryjskiego i torped. „Zara” w ciągu pięciu minut został wielokrotnie trafiony pociskami artylerii głównej i doznał ciężkich uszkodzeń. Dowódca, nie widząc szansy ucieczki, wydał rozkaz opuszczenia i zatopienia okrętu. Okręt został dobity przez brytyjskie niszczyciele, które wystrzeliły w kierunku krążownika 5 torped, z których 3 trafiły okręt. „Zara” zatonął 29 marca 1941 o godzinie 2:40, w cztery godziny po ataku brytyjskich pancerników. Zginęło 780 członków załogi, w tym dowódca okrętu komandor Luigi Corsi.